# Hrabstwo Lamar (Alabama)

Piramida wieku hrabstwa

Hrabstwo Lamar – hrabstwo w stanie Alabama w USA. Populacja liczy 14564 mieszkańców (stan według spisu z 2010 roku). Obecna nazwa została nadana hrabstwu 8 lutego 1877 roku na cześć senatora ze stanu Missisipi,  L.Q.C. Lamara.
Powierzchnia hrabstwa to 1568  km². Gęstość zaludnienia wynosi 24 osoby/km².

## Miejscowości
- Beaverton
- Detroit
- Kennedy
- Millport
- Sulligent
- Vernon